# Alfred Agache (architetto)
Alfred Hubert Donat Agache (anche Donat-Alfred Agache, più semplicemente noto come Alfred Agache, nel mondo portogofono Alfredo Agache; Tours, 24 febbraio 1875 – Parigi, 4 maggio 1959) è stato un architetto, urbanista e sociologo francese.
Conosciuto per i suoi numerosi progetti per la pianificazione di importanti città brasiliane come Rio de Janeiro, Recife, Porto Alegre e Curitiba, volute e finanziate dal regime di Getúlio Vargas, nella decade 1940-1950, anche se gran parte dei piani rimasero proposte.
Fu socio-fondatore della Société française des urbanistes (1911).

## Biografia
Alfred Agache nacque da Auguste Agache, fratello del pittore Alfred Agache e di Édouard Agache, genero dell'industriale alsaziano Frédéric Kuhlmann. 
Destinato dalla famiglia a una carriera di musicista che non perseguì, studiò architettura all'École des beaux-arts, poi sociologia al Collège libre des sciences sociales, dove familiarizzerà con il pensiero di Durkheim.
Nel 1902 entrò a far parte del Musée social, per il quale nel 1904 divenne capo missione per l'Esposizione internazionale della Luisiana, che si tenne nella città di Saint Louis.
Questi eventi ebbero ciascuno un impatto notevole sul lavoro di Agache: l'interesse per l'arte e l'abbellimento gli furono trasmessi dall'ambiente familiare, così come ebbe modo di entrare a contatto con l'avvento dell'industrializzazione e della società di massa mentre guidava gli stabilimenti Kuhlmann, durante la guerra. Ugualmente lo influenzarono i suoi studi di sociologia e il concetto di maison pour tous, frutto del viaggio negli Stati Uniti.

## Opere principali
- 1911: Piano per la città di Dunkerque
- 1912: Piano per la città di Canberra (non realizzato)
- 1915: Pubblicazione di Come ricostruire le nostre città distrutte
- 1927-1932: Piano generale per la città di Rio de Janeiro (non realizzato)
- Piano di Recife
- Piano di Porto Alegre
- 1943: Piano di Curitiba

## Concezione urbanistica
Agache mirava a fare dell'urbanistica una scienza totale, con i presupposti di una disciplina razionale (studi demografici, geografici, storici), ma anche di un'arte con l'obiettivo di produrre il bello (uso dei monumenti), e di una filosofia sociale (creazione del benessere):
Come membro della fondazione francese del Musée social, del quale diventò segretario nel 1913, Agache sosteneva che principi fondanti dell'urbanistica fossero:
- Igienismo: necessità di spazi verdi, intervento nell'edilizia abitativa, fognature
- Miglioramento della condizione sociale e morale: vita dignitosa, contrasto all'alcolismo
- Lotta alla speculazione e agli eccessi della proprietà privata: ricerca del benessere della società a danno degli interessi privati

Secondo Agache il piano generale (plan d'ensemble), antesignano del piano regolatore di concezione moderna, è l'unica risposta alla crisi della città. Esso fornisce un quadro per lo sviluppo della città, tracciando le principali vie di circolazione e determinando zone predefinite in cui distribuire le funzioni. 

## Il piano per Canberra
Il piano, non realizzato, ricevette il terzo premio al concorso internazionale indetto nel 1911 per la pianificazione della nuova capitale dell'Australia.
Il piano prevedeva una forma di zonizzazione, poiché divideva la città in sei distretti: residenziale, industriale, commerciale, universitario, ricreativo, politico. La disposizione dei tracciati era regolata da una pianta a scacchiera con viali radianti da un luogo di potere. Una concezione monumentalistica trovava espressione nei monumenti sparsi per la città, nello sviluppo in altezza delle strutture pubbliche per dar loro visibilità, nel disegno degli assi principali e dei viali. Anche le questioni sociali e l'igiene giocavano un ruolo importante: gli spazi verdi occupavano il 20% dello spazio totale. Il piano prevedeva anche lo sviluppo di un complesso sistema di drenaggio e fognatura.

## Critiche
I piani di Agache furono oggetto di critiche da parte dei suoi contemporanei. Gli venne rimproverata un'eccessiva ambizione, tanto che i suoi piani non furono mai pienamente attuati, e un'eccessiva rigidità di concezione, che non consente alla città di evolversi. Mal vista fu la sua frequentazione con il regime di Getúlio Vargas in Brasile, in particolare durante la preparazione del piano di Rio. Altri, come Le Corbusier, lo accusarono di passatismo.